# Giuseppe Gagliano
Giuseppe Gagliano (Sciacca, 20 ottobre 1912 – Velletri, 15 maggio 1995) è stato un compositore, violoncellista, direttore d'orchestra e pianista italiano.

## Biografia
Giuseppe Gagliano proveniva da una famiglia di musicisti: suo padre era direttore di banda, suo fratello era ispettore di musica nell'Armata Argentina e un altro fratello era molto noto come compositore tra i gruppi musicali newyorkesi.
Cominciò la sua formazione presso il Conservatorio Alessandro Scarlatti di Palermo, proseguendo a Roma dove studiò pianoforte, violoncello e composizione con i Maestri Savasta, Pilati e Respighi. Contemporaneamente ai suoi studi, già all'età di nove anni, debuttò come concertista, diventando primo violoncello in varie orchestre sinfoniche italiane e viaggiando in qualità di orchestrale di teatro. Gagliano si iscrisse alla SIAE nel 1929; nel 1932 la sua opera lirica “Mercato del Villaggio” andò in scena negli Stati Uniti. Nel 1935 il proprio lavoro ottenne un pubblico riconoscimento e la sua opera “Quintetto Pastorale” venne eseguita durante il programma della notte di Natale della Radio Nazionale Italiana; in quest'occasione lo stesso Gagliano suonò il pianoforte. Alla fine degli anni '30 si dedicò alla direzione di una compagnia operistica e viaggiando oltre i confini nazionali si trovò, allo scoppio della seconda guerra mondiale, ad Asmara, diventando la guida dell'attività musicale della città. Nel 1939 divenne ufficiale nell'Armata Italiana e nel 1941 fu fatto prigioniero di guerra dall'esercito inglese. A Nairobi fondò la “Central Orchestra” con altri prigionieri, anch'essi musicisti, e dal 1943 al 1946 ne fu direttore, esibendosi fra Nairobi e Mombasa. Al termine della guerra rientrò in Italia e nell'agosto del 1946 risultò fra i vincitori del "I Concorso nazionale per direttori d'orchestra" all'Accademia di Santa Cecilia, posizionandosi secondo in graduatoria. Nella primavera del 1948 fu contattato per dirigere uno degli spettacoli della stagione concertistica estiva dell'Accademia di Santa Cecilia alla Basilica di Massenzio, andato in scena in data 11 agosto. Tra il 1955 e il 1960 il Maestro Gagliano fu Direttore, in Colombia, del Conservatorio del Tolima, dirigendone anche l'Orchestra e il Coro durante le stagioni concertistiche e in alcune “tournée”; si ricorda, in particolare, la sua direzione del coro in occasione del Miami's Festival of the Americas, nel 1958. Al rientro dalla Colombia insegnò nel Conservatorio Giuseppe Tartini di Trieste e, successivamente, composizione presso il Conservatorio del Cairo dove, nel giugno del 1963, diresse un concerto dell'Orchestra Sinfonica. Dal 1964 al 1973 fu docente di "musica d'insieme per strumenti a fiato" presso il Conservatorio Giovanni Battista Martini di Bologna e nello stesso periodo diresse in alcuni concerti le Orchestre Sinfoniche della RAI di Roma, Torino e Napoli. Autore di musica da camera e sinfonica è stato premiato in concorsi internazionali e nella “rassegna italiana compositori 1965”. A partire dal 1974 ha insegnato al Conservatorio Santa Cecilia di Roma, fino alla pensione. È morto a Velletri il 15 maggio 1995.

## Le opere[6]
- Adieu
- Agreste
- Amo le gioie
- Archistudio
- Arcobaleno
- Aretusa
- Aria da partita bicolore
- Aria solenne
- Avenida
- Ballata
- Ballata per clarinetto e pianoforte
- Bazar
- Bisanzia
- Bosco armonioso
- Burlesca da partita bicolore
- Cacheuta
- Canto mediterraneo
- Cassiodoro
- Cembalophone
- Cerimony
- Chicca
- Ciarla
- Clavitok
- Dimitri
- Dittico per due flauti aria e toccata
- Ecos
- Epic funereal
- Epico funebre
- Estasi
- Fantasia rapsodica
- Finalettino
- Flautella
- Flauto triste
- Gaio mattino
- Giallo ambra
- Giallo ocre
- Ginestre
- Girotondo
- Glop
- Go kart
- Greggi
- Idilio ciocaro
- Introduzione gagliarda
- Jolly
- Leggenda
- Leggenda per flauto e pianoforte
- Margheritine
- Mattutino francescano
- Mayerling
- Meditazione e contemplazione
- Mekman
- Midina
- Molisella
- Mopin
- Mulino ad acqua
- Nespole del Giappone
- Noble cerimony
- Notturno
- Oiseau blesse
- Oiseau blesse
- Partita bicolore
- Passeggiatina
- Pavana da partita bicolore
- Pianglisse
- Pizzistudio
- Pony innamorato
- Preludio
- Processione pagana
- Pupa barocca
- Quadro mistico
- Racconto
- Ricordanze
- Riviera
- Rugiada
- Ruscello
- Sambito
- Sasa pipon
- Sed story[7]
- Segesta
- Selinunte
- Serenatina
- Sergentone
- Split
- Stringstudio
- Suite concertante
- Suite n. 3 per orchestra d'archi
- Suite tripartita
- Tappeto volante
- Tarantellina
- Templi
- Toccata da partita bicolore
- Toy
- Turca
- Verso la vetta
- Voci del mattino
- Volomas
- Xilofoneta